# Amblystomina
Los amblistominos (Amblystomina) son una subtribu de coleópteros adéfagos perteneciente a la familia Carabidae. 

## Géneros
Tiene los siguientes géneros:
- Amblystomus
- Anomostomus
- Barysomus
- Oosoma